# جامعة كورسيكا باسكال باولي
جامعة كورسيكا باسكال باولي هي جامعة مقرها في كورتي الواقعة في إقليم كورسيكا العليا في جزيرة كورسيكا، فرنسا. ولها فروع جامعية ثانوية في أجاكسيو وبيجوجليا وكارجيس. تأسست عام 1765، وأغلقت عام 1769، وأعيد تأسيسها عام 1981، وهي الجامعة الوحيدة في جزيرة كورسيكا.

## التاريخ
تستمد الجامعة إلهامها من الجامعة التاريخية التي تأسست في القرن الثامن عشر على يد باسكال باولي، وهو شخصية رئيسية في عصر التنوير الكورسيكي. تأسست الجامعة الأصلية عام 1765، وعملت لفترة وجيزة قبل إغلاقها بسبب الحرب. في أوائل الستينيات، بدأت مجموعات طلابية بقيادة شخصيات مثل دومينيك ألفونسي بالدعوة إلى إنشاء جامعة كورسيكا. بحلول منتصف سبعينيات القرن العشرين، أصبحت الحركات الطلابية في نيس أكثر تطرفًا، وتبنت أيديولوجيات ما بعد الاستعمار المستوحاة من الماركسية. قاومت الحكومات الفرنسية المتعاقبة في البداية فكرة إنشاء جامعة كورسيكا، مستشهدة بسياسات التنمية الإقليمية التي تعطي الأولوية للمراكز الحضرية الأكبر. وقد أدت الضغوط السياسية والثقافية المكثفة إلى موافقة الرئيسين جورج بومبيدو وفاليزي جيسكار ديستان على المشروع. بحلول سبعينيات القرن العشرين، اختيرت منطقة كورتي بدلاً من أجاسيو وباستيا لتكون موقع الجامعة، ويرجع ذلك جزئيًا إلى الضغط الذي مارسه زعماء محليون مثل فرانسوا جياكوبي. تأسست الجامعة رسمياً عام 1981. بحلول عام 1983، وصل عدد الطلاب في الجامعة إلى 1000 طالب، ثم ارتفع إلى 2200 بحلول عام 1989 و3500 بحلول أوائل العقد الأول من القرن الحادي والعشرين، وقرابة 4000 طالب منذ العقد الأول من القرن الحادي والعشرين.

## شخصيات بارزة

### الكلية
- خافيير ماتي (ولد عام 1939 في تونس) - عالم حيوان

### الخريجون
- ميشيل كاستيلاني (مواليد 1945) - سياسي
- جيل سيميوني (مواليد 1967) - سياسي